# Thanatus nigromaculatus
Thanatus nigromaculatus är en spindelart som beskrevs av Kulczynski 1885. Thanatus nigromaculatus ingår i släktet Thanatus och familjen snabblöparspindlar. Inga underarter finns listade i Catalogue of Life.